# سیارک ۲۹۸۶۹
سیارک ۲۹۸۶۹ (به انگلیسی: 29869 Chiarabarbara، نامگذاری:1999GC1) بیست و نه هزار و هشتصد و شصت و نهمین سیارک کشف شده‌است که در ۴ آوریل ۱۹۹۹ کشف شد.